# Samurai Shodown V Special
Samurai Shodown V Special es la novena entrega de la serie de videojuegos de lucha Samurai Shodown/Samurai Spirits de SNK. Es una versión mejorada del juego Samurai Shodown V y es el último juego oficial para la plataforma Neo Geo. Una versión mejorada adicional del juego llamada Samurai Shodown V Perfect se probó en la ubicación a fines de 2004, pero no se lanzó oficialmente hasta que se incluyó en Samurai Shodown NeoGeo Collection en 2020.

## Jugabilidad
La mecánica esencial se mantuvo prácticamente sin cambios con respecto a los juegos anteriores, y la actualización se dirigió a cambios gráficos y de audio. Las imágenes actualizadas incluyen retratos del artista Satoshi Ito, que transmiten una atmósfera oscura similar a la de Samurai Shodown III: Blades of Blood.
Existe un número significativo de cambios entre Samurai Shodown V y Samurai Shodown V Special. Entre ellos, los personajes Sankuro y Yumeji fueron reemplazados por el jefe de Samurai Shodown, Amakusa Shiro Tokisada, y el jefe de Samurai Shodown III: Blades of Blood, Zankuro Minazuki. Además, el personaje oculto Poppy fue reemplazado por el jefe de Samurai Shodown II, Mizuki Rashojin, y se podía jugar sin necesidad de un código oculto. Además del cambio de lista, se realizaron muchos cambios gráficos y de sonido para darle al juego una sensación de frescura, aunque la mayoría de los personajes que regresaban usaban sus viejas voces, que datan de Samurai Shodown IV: Amakusa's Revenge. Se modificaron los escenarios de personajes de Samurai Shodown V existentes y se crearon nuevos escenarios para la llegada de Amakusa, Zankuro y Mizuki.
Este juego también recibió muchos ajustes en el juego, lo que hace que esta versión sea mucho más equilibrada que su predecesora. Sin embargo, el mayor cambio en el juego fue la introducción del Zetsumei Ougi, o Overkill Move. Cuando se realiza correctamente, finaliza instantáneamente la partida para su víctima, independientemente de cuánta vida le quede. Este concepto es similar al de la serie Guilty Gear, excepto que las condiciones para el movimiento son mucho más estrictas. El personaje debe estar furioso y la vida del oponente debe estar por debajo del punto en el que podría haber entrado en Concentración Uno, introducido en Samurai Shodown V como un modo especial de cámara lenta potenciado por la meditación (manteniendo D mientras está de pie todavía). El movimiento de inicio es el mismo para cada personaje, pero si golpea al personaje atacante, puede acabar con su víctima de una manera única.
Además de los movimientos exagerados, los efectos genéricos de fatalidad de Samurai Shodown IV: Amakusa's Revenge se trajeron para este juego, como ser cortado por la mitad horizontalmente. También se agregaron nuevos efectos de fatalidad, como ser dividido por la mitad verticalmente con la víctima empapando a su oponente en sangre. Además, Nakoruru y Rimururu, que se volvieron "inmunes" a los efectos fatales en Samurai Shodown III: Blades of Blood y Samurai Shodown IV: Amakusa's Revenge, pueden experimentar estos efectos fatales en al final del partido, y en algunas situaciones, gritan violentamente.
Esta combinación de actos violentos en Samurai Shodown V Special generó mucha controversia y dio como resultado que SNKP censurara el cartucho de Neo Geo AES poco después del corte de Sasebo.

## Trama
Comienza una reunión ordenada de 28 feroces guerreros, para preceder a una serie de duelos a muerte. Estos individuos confían su destino a su habilidad y sus armas. Para aquellos que no están a la altura de la tarea, un preciado final en la batalla es su única esperanza.
Los veintiocho personajes Samurai chocan en un título épico.

## Lanzamiento
A medida que la versión AES del juego se acercaba a su fecha de lanzamiento el 8 de julio de 2004, se retrasó misteriosamente una semana, trasladando su fecha de lanzamiento al día 15. Cuando salió, se eliminaron las muertes genéricas y el Zetsumei Ougi se diluyó en una versión basada libremente en el issen para los personajes. Este acto de censura afectó a todo el lanzamiento mundial, no solo a la audiencia de habla no japonesa. Estas modificaciones no solo censuraron el juego, sino que la censura también creó errores, como el del modo de entrenamiento exclusivo de AES, y al escuchar las protestas de los fanáticos, SNK hizo un retiro del carrito poco después que corrigió los errores provocados por los actos de censura. , y también para restaurar parcialmente el Zetsumei Ougis específico del personaje. Los actos de división del cuerpo todavía se habían ido por completo. Esto significaba que algunos de los Zetsumei Ougis no tenían sentido. Sin embargo, algunos de los contenidos más violentos aún permanecían, como los gritos de muerte más violentos y poder ser estrellado contra una pared. La única forma en que los jugadores fuera de una sala de juegos podían experimentar el Zetsumei Ougis era a través de emulación o obtener una versión no corregida del juego y aplicarle la biografía del universo de Razoola, que permite el acceso a las versiones sin censura de los movimientos y corrige los errores creados por la censura.
Más de una década después, SNK y Code Mystics lanzaron el juego para PlayStation 4 y PlayStation Vita el 12 de septiembre de 2017. El juego está completamente intacto con el contenido sin censura además de la configuración para cambiar la violencia y la sangre en el modo Opciones. A diferencia del anterior Samurai Shodown V que recibe una calificación "T", la versión mejorada recibe una calificación "M" de la ESRB en Norteamérica. También incluía modos multijugador en línea, un modo Galería con las ilustraciones de los personajes, trofeos y modos de clasificación. Fue lanzado en PC el 9 de enero de 2016 y Xbox One y Nintendo Switch el 18 de abril de 2019 a través de la serie ACA NeoGeo.
Samurai Shodown V Perfect presentaba una historia no canónica que se relacionaría con Samurai Shodown VI, una combinación de ensueño. Al igual que "V Special" sin censura, "V Perfect" retuvo el Zetsumei Ougis pero eliminó el desmembramiento y las mutilaciones del cuerpo resultante.

## Trucos
- Para ver el auténtico ending primero el jugador debe vencer a los tres jefes como Amakusa, Zankuro y Gaoh en este orden con un Zetsumei Ougi (Más conocido como Fatality) Entonces enfrentar contra Mizuki, y si la vence también con un Zetsumei Ougi, podrá ver los créditos finales que duran por seis minutos aproximadamente.